# Venediglagunen

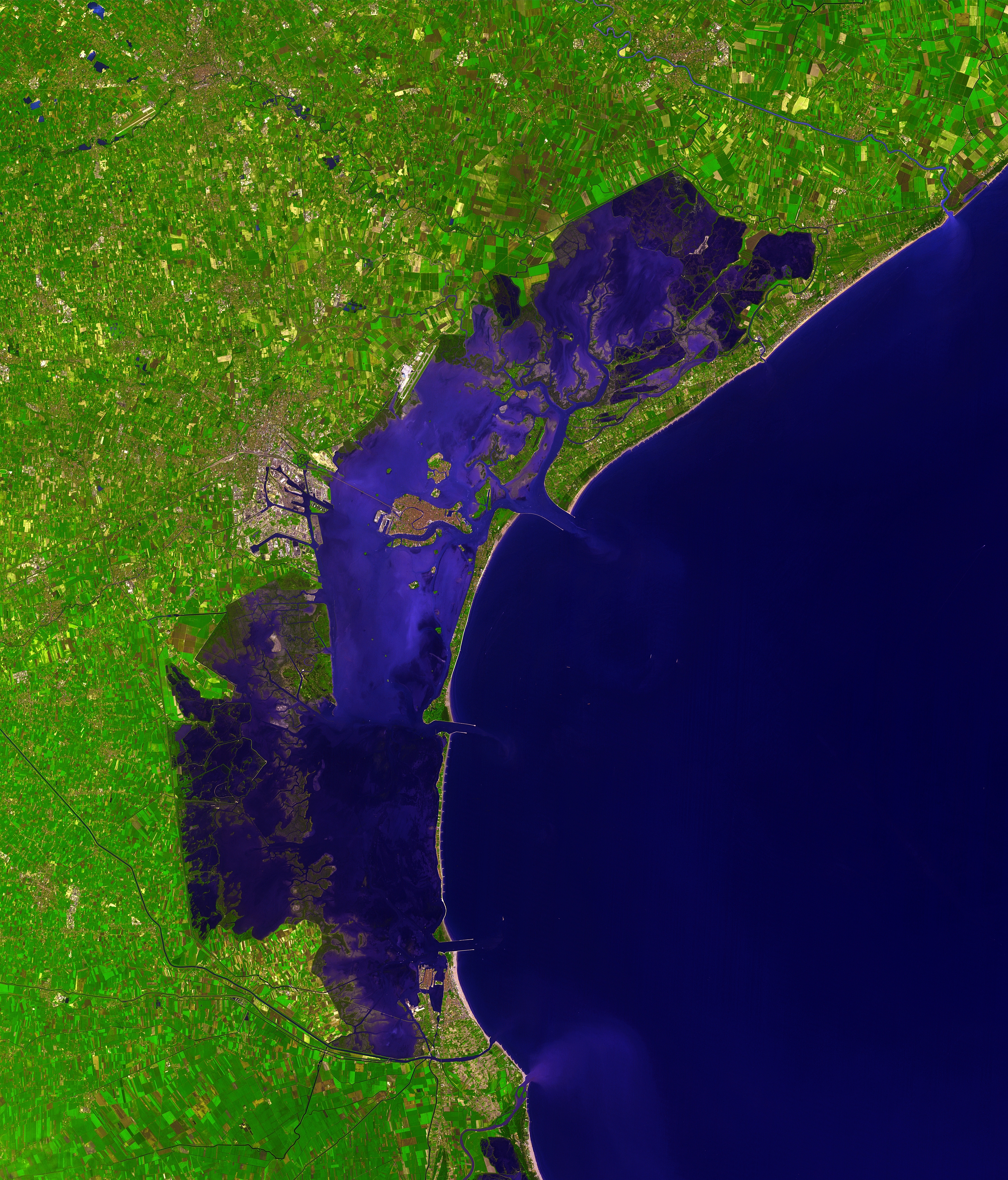
Satellitbild över lagunen.

Venediglagunen är en bräckvatten-lagun längst in i Venedigbukten, i norra Adriatiska havet. Staden Venedig är belägen i bukten och den avgränsas bland annat av fastlandet samt öarna Lido och Pellestrina och översvämningsbarriären MO.S.E..

## Bakgrund
Det är Italiens största lagun. Ytan är cirka 550 km2. Ursprunget var ett slättlandskap bestående av sediment från floderna som rinner ut i lagunen västerifrån. Efter den senaste istiden ökade detta flöde av material och landområdet växte. För cirka 6 000 år sedan gjorde landsänkningen samt havsnivåns höjning att en del av området hamnade under vatten. Lagunens utseende har sedan dess förändrats betydligt, ofta av mänsklig hand. Till exempel rinner numera huvudfåran av de båda floderna Brenta och Piave ut söder respektive norr om lagunen. Salthalten varierar stort mellan de inre delarna som har så låg salthalt som 5 promille samt de yttre delarna som har havsvatten (33 promille). Dessutom har norra adriatiska havet ett relativt kraftigt tidvatten som även det påverkar vattensammansättningen när havsvatten rinner in och ökar salthalten.

## Geologi
Cirka 80 procent av lagunen består av saltträsk och grunda områden. Genom dessa rinner djupare floder samt grävda kanaler (12 procent). Landmassan utgör 8 procent, varav staden Venedig tillsammans med de andra bebodda öarna utgör två tredjedelar. Gränsen mot havet består av två öar, Lido och Pellestrina. Mellan dessa finns tre inlopp: Lido-inloppet, Malamocco-inloppet samt Chioggia-inloppet. I dessa byggs nu ett system av slussportar, MOSE, som skall kunna stänga inloppen, och skydda lagunens öar mot extrema högvatten. Projektet skall vara klart för drift i slutet av 2025.

## Biologi
Venediglagunen är en mycket rik biotop. Det grunda vattnet och det stora genomflödet av både sötvatten från floderna och havsvatten gör att djurlivet är aktivt. Det förekommer mer än 40 inhemska fiskarter. Det kommersiella fisket var historiskt en viktig inkomstkälla och är det fortfarande. Musselodling är den huvudsakliga verksamheten i dag.
Hoten mot lagunens miljö kan delas upp i tre delar: 
1. Förorening främst ifrån flodernas vatten samt från den stora hamnen i Marghera.
2. Höjning av havsnivån samt fortsatt sedimentering från muddring och motortrafik.
3. Införandet av främmande arter. Idag utgör främmande arter 50 procent av djurlivet samt 80 procent av biomassan i lagunen och omgivande floder och sjöar[8]

Sedan 1987 är Venediglagunen tillsammans med staden Venedig inskriven på UNESCO:s världsarvslista.